# Czarnoszki
Czarnoszki – osada w Polsce położona w województwie pomorskim, w powiecie człuchowskim, w gminie Człuchów. 
Leśniczówka jest częścią składową sołectwa Czarnoszyce.
W latach 1975–1998 miejscowość administracyjnie należała do województwa słupskiego.